# Неймовірні пригоди Івана Сили
«Неймовірні пригоди Івана Сили, найдужчої людини світу» — пригодницька повість про долю гірського силача із Закарпаття, який став чемпіоном Чехословаччини та Європи з кількох видів спорту, здобув велику кількість перемог. Автор твору — український письменник Гаврош Олександр Дюлович.
Уперше повість для молодшого та середнього шкільного віку побачила світ у «Видавництві Старого Лева» у 2007 році. У 2014 році у видавництві «А-БА-БА-ГА-ЛА-МА-ГА» вийшла її друга, розширена редакція.

## Сюжет твору. Композиція

### Експозиція
Іван Сила приїжджає до столиці, щоб знайти роботу та своє призначення в житті.

### Зав'язка
На вокзалі він стає свідком погоні трьох дядьків за Міхою Голим і заступається за нього. Силач влаштувався вантажником на вокзалі. Іван Сила перемагає Велета на атракціоні.

### Розвиток дії
Іван Сила тренується в доктора Брякуса. Встановлює перший рекорд — рекорд Республіки, перемігши фаворита поліції Магдебуру. Доктор Брякус складає плани подальшої співпраці з Іваном Силою. Тренер несподівано гине в автомобільній катастрофі.

### Кульмінація
Іван Сила виборює титул найсильнішої людини світу.

### Розв'язка
Після розпаду цирку «Бухенбах» через бажання директора і деяких акторів Іван Сила змушений побудувати власне життя по-новому.

## Структура твору
Повість складається з 2-х частин: 21 розділ в першій частині та 22 розділи в другій частині.
| Перша частина | Друга частина |
| --- | --- |
| - Розділ перший, у якому хтось приїжджає, а хтось утікає - Розділ другий, у якому німий починає говорити - Розділ третій, у якому Іван Сила знаходить роботу - Розділ четвертий, у якому Іван Сила демонструє силу - Розділ п’ятий, у якому Іван Сила зустрічає поважну персону - Розділ шостий, у якому головний герой почуває себе незручно - Розділ сьомий, у якому Іван Сила починає нове життя - Розділ восьмий, у якому з’являться таємна поліція - Розділ дев’ятий, у якому Іван Сила та доктор брякус дивують один одного - Розділ десятий, у якому агент фікса виконує доручення уряду - Розділ одинадцятий, у якому Іван Сила розряджає ситуацію - Розділ дванадцятий, у якому про івана силу починають говорити - Розділ тринадцятий, у якому агент фікса читає газету - Розділ чотирнадцятий, у якому з’являється історична табличка - Розділ п’ятнадцятий, у якому агент фікса викриває антиурядову змову - Розділ шістнадцятий, у якому трапляються несподівані повороти - Розділ сімнадцятий, у якому додаються нові неприємності - Розділ вісімнадцятий, у якому з’являється щоденник доктора брякуса - Розділ дев’ятнадцятий, у якому міха голяк підкидає сенсацію - Розділ двадцятий, у якому агенту фіксі пропонують подати у відставку - Розділ двадцять перший, у якому Іван Сила потрапляє в нову неволю | - Розділ двадцять другий, у якому Іван Сила починає нове життя - Розділ двадцять третій, у якому Іван Сила вигадує перший номер - Розділ двадцять четвертий, у якому агент фікса знаходить спільника - Розділ двадцять п’ятий, у якому оголошення інколи приносять користь - Розділ двадцять шостий, у якому міха голии починає працювати - Розділ двадцять сьомий, у якому Іван Сила міняє орієнтацію - Розділ двадцять восьмий, у якому з’являється найвища персона - Розділ двадцять дев’ятий, у якому всі погрожують - Розділ тридцятий, у якому Іван Сила збирається за кордон - Розділ тридцять перший, у якому мадам бухенбах добивається свого лише наполовину - Розділ тридцять другий, у якому один із ведмедів мусить поступитися - Розділ тридцять третій, у якому смертельний номер відбувається серед ночі - Розділ тридцять четвертий, у якому пандорський проводить виховну роботу - Розділ тридцять п’ятий, у якому Іван Сила став на захист тварин - Розділ тридцять шостий, у якому Іван Сила виконує бажання королеви - Розділ тридцять сьомий, у якому агент фікса нарешті проявляє професійні якості - Розділ тридцять восьмий, у якому лікарська допомога буває неоднозначною - Розділ тридцять дев’ятий, у якому америка є америкою - Розділ сороковий, у якому карлик піня мусить вибирати - Розділ сорок перший, у якому постає питання про найсильнішу людину світу - Розділ сорок другий, у дому нарешті встановлюється істина - Розділ останній, у якому нічого не залишається, як попрощатися |

## Проблематика
- добро і зло
- дружба і любов
- вміння самореалізуватися
- взаємини батьків і дітей
- кохання і щастя
- чесність і підступність[джерело?]

## Екранізації, продовження та вплив
У 2013 році за мотивами книги режисером Віктором Андрієнком знято художній фільм «Іван Сила», який здобув державну премію імені Лесі Українки в номінації «Найкращий фільм для дітей та юнацтва».
Повість вивчається в курсі «Української літератури» 7 класу загальноосвітніх шкіл України. У 2010 році Олександр Гаврош видав продовження пригод про Івана Силу — «Іван Сила на острові Щастя» («Видавництво Старого Лева»). У 2017 році перевидання другої частини здійснило видавництво «Навчальна книга-Богдан».
У 2014 Олександр Гаврош видав у видавництві «Навчальна книга -Богдан» документальну книгу «У пошуках Івана Сили» про прототипа Івана Сили — Івана Фірцака (1899—1970). У 2016 році за мотивами цієї книжки режисером Максимом Мельником було знято однойменний документальний фільм (телеканал «Тиса-1»).